# Surfin' CCCP
Surfin' CCCP es un maxisencillo grabado en 1983 en Doublewtronics y en Trak por los grupos gallegos Siniestro Total y Os Resentidos y publicado por DRO en 1984. El disco está grabado en gallego y castellano, y tiene un carácter punk con toques psicodélicos.
Las letras ironizan con tópicos de la URSS ("Se quita el zapato Jruschov para bailar con Nureyev") siempre con los toques de humor absurdo que caracterizan a ambos grupos.

## Lista de canciones
Cara A
1. «Cando Brézhnev taba palmando» (Os Resentidos)
2. «Voy a ver a Leonidas» (Siniestro Total)

Cara B
1. «La pista búlgara» (Siniestro Total)
2. «Yuri, Yuri, Yuri - Cantar de xesta» (Os Resentidos)

## Información adicional
Surfin' CCCP es un disco poco conocido, sobre todo en lo concerniente a las canciones de Os Resentidos, ya que no se editaron en ningún otro disco. Sin embargo, los temas «Voy a ver a Leonidas» y «La pista búlgara» de Siniestro Total, fueron remasterizados e incluidos en la versión en CD de Siniestro Total II: El Regreso publicada en 2002.